# در میان حاضران
در میان حاضران (انگلیسی: Among Those Present) یک فیلم کمدی صامت کوتاه به کارگردانی فرد سی. نیومیر است که در سال ۱۹۲۱ منتشر شد. از بازیگران این فیلم می‌توان به هارولد لوید، میلدرد دیویس، ویلیام گیلسپی، مری پیکفورد، ویرا وایت، جیمز تی. کلی، فرانک دانیلز، والاس هاو و اگی هرینگ اشاره کرد.